# Pristimantis samaipatae
Pristimantis samaipatae là một loài động vật lưỡng cư trong họ Strabomantidae, thuộc bộ Anura. Loài này được Köhler & Jungfer miêu tả khoa học đầu tiên năm 1995.